# Парламентские выборы в Науру (2008)
Парламентские выборы в Науру состоялись 26 апреля, 2008, после того, как президент страны Маркус Стивен распустил 18 апреля предыдущий состав парламента. Причиной, побудившей Стивена распустить парламент стал «месяц политического тупика», паралича работы парламента, вызванного тем, что количество проправительственных его членов и сторонников оппозиции разделилось ровно напополам, по 9 в каждой фракции.

## Предпосылки
Политический тупик был вызван кризисом между президентом и спикером парламента, оппозиционером Дэвидом Адангом. 22 марта, Аданг созвал парламентсую сессию, якобы без информирования правительственных министров, которые поэтому на ней не присутствовали. Оппозиционные парламентарии, включая Аданга, составили большинство присутствующих парламентариев, и приняли постановление, объявляющее вне закона двойное гражданство для членов парламента. Постановление фактически коснулось бы старейших членов Кабинета министров Кирена Кика и Фредерика Питчера. Если бы оппозиция добилась их отставки как членов парламента, то она имела бы большинство мест. Закон был признан Верховным Судом неконституционным, и Аданг впоследствии попытался временно приостановить полномочия всех проправительственных членов парламента, на основании их якобы «буйного поведения». Неделю спустя Стивен распустил парламент.

## Результаты
На 18 мест претендовало 65 кандидатов, включая бывших президентов Рене Харриса и Людвига Скотти. По приглашению правительства контролировали процесс выборов два наблюдателя от Форума тихоокеанских островов.
Все девять сторонников Стивена (сам Стивен, Кирен Кик, Мэтью Батсиуа, Роланд Кун, Фредерик Питчер, Спрент Дабвидо, бывший спикер Риддел Акуа, Доминик Табуна и Рикерс Соломон) были переизбраны, в свою очередь три оппозиционных члена парламента (бывший президент Рене Харрис, Кирил Бураман и Фабиан Рибау) проиграли выборы в своих округах;, поэтому правительство заявило о своей победе на выборах. Действительно, все три новоизбранных члена парламента присоединились к сторонникам правительства и таким образом, парламентский кризис закончился.
Первая сессия нового парламента открылась 29 апреля 2008.